# Ciumița, Hunedoara
Ciumița este un sat în comuna Lunca Cernii de Jos din județul Hunedoara, Transilvania, România. Satul este parasit.